# Nephodia marcida
Nephodia marcida är en fjärilsart som beskrevs av W. Warren 1908. Nephodia marcida ingår i släktet Nephodia och familjen mätare. Inga underarter finns listade i Catalogue of Life.